# 태양란아족
태양란아족(太陽蘭亞族, 학명: Thelymitrinae 텔리미트리나이[*])은 당나귀난초족의 아족이다.

## 하위 분류
- 태양란속(Thelymitra J.R.Forst. & G.Forst.)
- Calochilus R.Br.
- Epiblema R.Br.